# KBE 300–304
Die Triebwagen KBE 300–304 waren eine von der Linke-Hofmann-Lauchhammer Aktiengesellschaft und der Nationalen Automobil-Gesellschaft (NAG) an die Köln-Bonner Eisenbahnen (KBE) gelieferte Triebwagenbaureihe.
Zwei Fahrzeuge wurden nach der Umspurung der KBE an die Mindener Kreisbahnen verkauft. Nach der dortigen Betriebseinstellung des Meterspurnetzes wurde ein Triebwagen an die Kreisbahn Emden–Pewsum–Greetsiel und wiederum nach deren Betriebsende an die Kleinbahn Leer–Aurich–Wittmund weitergegeben. Dort war er bis 1967 in Betrieb. 1970 wurde der Wagen verschrottet.

## Geschichte

### Köln-Bonner Eisenbahnen
Um den Verkehr auf der schmalspurigen Vorgebirgsbahn der KBE zu beschleunigen, wurde nach dem Ersten Weltkrieg Benzoltriebwagen für den Personenverkehr gekauft. Zuerst wurden fünf Fahrzeuge von der Linke-Hofmann-Lauchhammer AG gebaut, die die Nummern 300–304 trugen. Mit diesen Fahrzeugen wurde ab 1926 ein annähernder Takt-Betrieb auf der etwa 35 Kilometer langen Strecke durchgeführt. Erstmals in Deutschland wurde die Vielfachsteuerung angewandt. Ein Zug bestand aus etwa sieben Wagen, bei denen im Zugverband eingereihte Motorwagen vom Führerstand des ersten Wagens ferngesteuert wurden.
Dabei wurde zwischen Köln und Brühl ein Eilzugbetrieb bei nur einem Zwischenhalt eingerichtet, zwischen Köln und Pingsdorf ein Personenzugbetrieb mit zehn Zwischenhalten. Die Fahrzeuge hatten gegenüber den Dampfzüge eine größere Geschwindigkeiten, es entstand keine Belästigung durch Kohlenstaub oder Qualm, die Personalkosten waren geringer und es entstand ein besseres Platzangebot für die Reisenden.
Ab Pingsdorf musste im starren Fahrplan mit Dampfzügen weiter bis Bonn gefahren werden. Die Triebwagen liefen im Eilzugdienst 450 bis 500 Kilometer täglich und im Personenzugdienst etwa 500 Kilometer pro Tag. Die Gesamtjahresleistung der Wagen wurde auf 72.000 Kilometer beziffert. Alle 30.000 Kilometer war eine kleine Revision und alle 60.000 Kilometer eine Vollrevision vorgeschrieben. Zwei Jahre später wurden drei weitere Fahrzeuge von den Deutschen Werke Kiel mit den Betriebsnummern KBE 305, 310 und 311 gefertigt.
Mit diesen Fahrzeugen wurde bis zur Umspurung der gesamte Personenverkehr auf der KBE durchgeführt. 1932 wurde ein Triebwagen ausgemustert. 1934 wurde die gesamte Strecke auf Normalspur umgebaut und die verbliebenen Triebwagen zum Verkauf angeboten. Es konnten zwei Triebwagen verkauft werden, die restlichen wurden verschrottet.

### Mindener Kreisbahnen T3–T4
Zwei Triebwagen mit unbekannten Nummern wurden von den Mindener Kreisbahnen übernommen und auf Dieselbetrieb umgebaut. Ab 1935 waren sie im Einsatz, wobei die Laufleistungen in den 1930er Jahren mit monatlich 4000 Kilometer angegeben wurde. Um 1938 erhielten die Fahrzeuge eine Hauptuntersuchung, dabei wurden Führerstände und Einstiege umgebaut.
Der T3 erhielt eventuell eine Holzvergaseranlage.
Mit Kriegsbeginn verringerten sich die Laufleistungen spürbar, es wurden im Jahr etwa 15.000 Kilometer zurückgelegt. 1943 enthalten die Geschäftsberichte keine Einträge mehr, der Triebwagenbetrieb war durch die Kraftstoffverknappung zum Erliegen gekommen. Nach dem Zweiten Weltkrieg versahen sie noch einige Jahre Dienst. Zum Ende der Meterspurzeit der Mindener Kreisbahn wurde der T3 an die Kreisbahn Emden–Pewsum–Greetsiel verkauft, der T4 wurde ausgemustert.

### Kreisbahn Emden–Pewsum–Greetsiel
Der Triebwagen T3 wurde bei der Kreisbahn Emden–Pewsum–Greetsiel bis zur Stilllegung eingesetzt und als T55 bezeichnet. Danach wurde er erneut verkauft.

### Kleinbahn Leer–Aurich–Wittmund
1963 wurde der Triebwagen von der Kleinbahn Leer–Aurich–Wittmund erworben, wo er im Bäderverkehr zwischen Esens und Bensersiel zum Einsatz kam. Zudem wurde er für den Güterverkehr im Raum Aurich eingesetzt. 1967 hatte er einen Getriebeschaden und wurde nur noch als Bremswagen verwendet. Nach der Stilllegung der Strecke 1969 wurde der Triebwagen 1970 verschrottet.

## Konstruktive Merkmale
Der Wagenkasten war in der sogenannten schweren Bauart als Metallkonstruktion und in Nietbauweise ausgeführt. Markant an den Fahrzeugen waren die eingezogenen Einstiegstüren, die dreifenstrige trapezförmige Stirnfront mit den großen Scheinwerfern, die Speichenräder in den kleinen Drehgestellen und die Aufbauten auf dem Dach. Die Maschinenanlage, bestehend aus dem Antriebsmotor und dem Wechselgetriebe, war im Führerstand unter einer Verkleidung auf einem Hilfsrahmen gelagert. Für einen Motorwechsel wurde lediglich die Stirnwand abgebaut, und danach konnte die Maschinenanlage mit einem Flaschenzug gewechselt werden.
Der Motor war direkt mit dem Schaltgetriebe verbunden. Dieses konnte über vier Gänge bis zur Höchstgeschwindigkeit von 45 km/h mit Beschleunigungen bis 1,03 m/s² arbeiten. Über eine Kardanwelle wurde die jeweils innere Achse des zugehörigen Drehgestells angetrieben. Dort befand sich auch das Wendegetriebe.
Der Haupttank lag unter dem Wagenkastenboden. Mittels einer Handpumpe musste der Wagenführer vor der Fahrt oder in Betriebspausen Kraftstoff in einen oberen Tank pumpen, von diesem gelangte der Kraftstoff durch Schwerkraft zum Vergaser. Ursprünglich hatten die Fahrzeuge eine Dampfheizung nach dem System Pintsch. Später wurden die Abgase des Verbrennungsmotors für die Heizung verwendet. Über Heizkupplungen konnten die Beiwagen mit beheizt werden.
Ursprünglich waren die Fahrzeuge bei den KBE mit Scharfenbergkupplung ausgerüstet. Bei der MKB wurden sie mit Balancierhebelkupplungen versehen. Zuletzt erhielten sie Zug- und Stoßeinrichtungen zur Beförderung von aufgebockten Regelspurwagen auf Rollböcken.
Bei Lieferung besaßen sie in der Stirnseite an der Nichtmotorseite Übergangstüren für den Wechsel des Zugpersonals in den nächsten Wagen. Die Zugreihung musste so durchgeführt werden, dass diese Seite des Triebwagens immer zu den Beiwagen hin gerichtet war. Beim Einsatz bei den Kleinbahnen gibt es keine Hinweise mehr auf diese Übergangstüren.